# Ponte Suspensa Menai

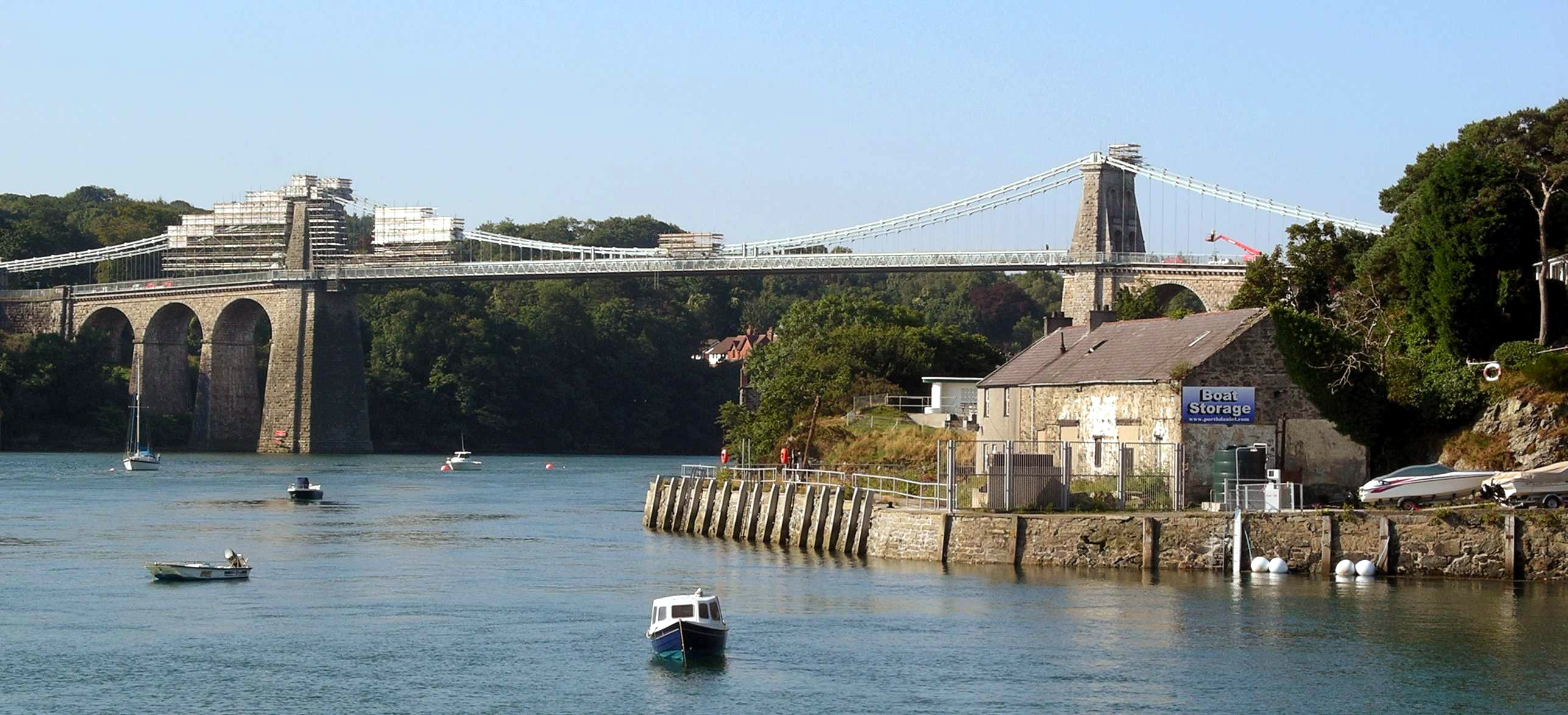
A Ponte Suspensa Menai sendo pintada.

A Ponte Suspensa Menai ou Pont Grog y Borth em galês é uma ponte suspensa entre a ilha de Anglesey e a terra firme em Gales. Projetada por Thomas Telford e concluída em 1826, é considerada a primeira ponte suspensa moderna do mundo.

## Construção

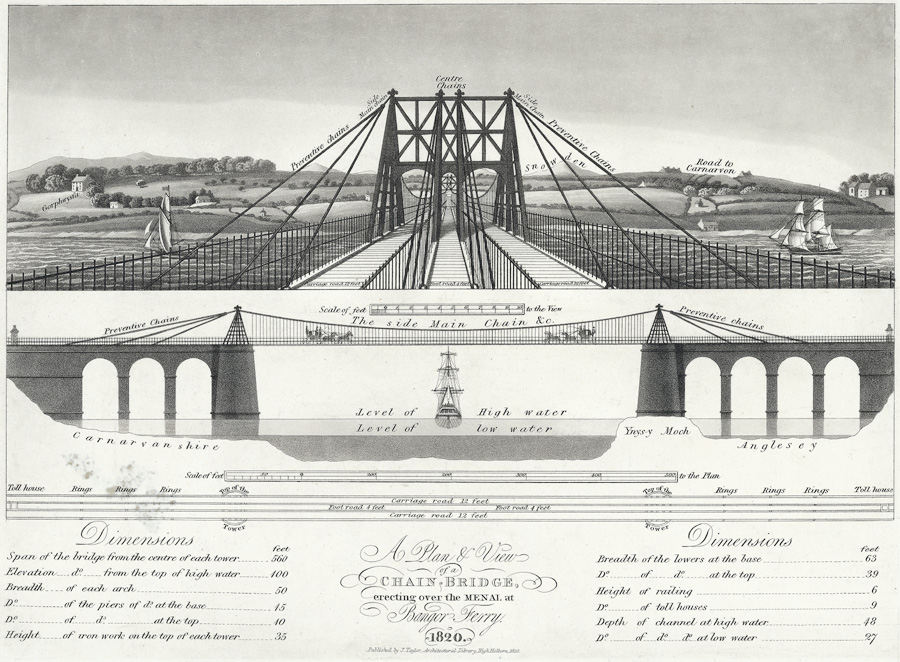
Planta e vista da ponte realizada em 1820, antes da conclusão. Observe a representação de torres de ferro acima do convés da estrada e uma passarela central.

A principal fonte de renda em Anglesey era a venda de gado, e para movê-los para os mercados do continente, incluindo Londres, eles tinham que ser jogados na água e encorajados a atravessar o Estreito a nado, uma prática cruel e perigosa que frequentemente resultava na perda de animais valiosos. Com Holyhead como o ponto mais próximo e, portanto, um dos principais portos de balsas para Dublin, o engenheiro Thomas Telford foi contratado para completar um levantamento da rota de Londres para Holyhead e propôs que uma ponte fosse construída sobre o Estreito de Menai, de um ponto próximo a Bangor, no continente, até a vila de Porthaethwy (agora também conhecida como Ponte de Menai) em Anglesey.
Por causa das margens altas e do fluxo rápido das águas do Estreito, teria sido difícil construir cais nas areias movediças do fundo do mar e, mesmo que pudesse ser feito, eles teriam obstruído a navegação. Além disso, a ponte teria que ser alta o suficiente para permitir a passagem dos grandes navios da época. Em vista disso, Telford propôs  que uma ponte pênsil fosse construída e sua recomendação foi aceita pelo Parlamento.
A construção da ponte, segundo o projeto de Telford, começou em 1819 com as torres de cada lado do estreito. Estas foram construídas com calcário Penmon e eram ocas com paredes internas cruzadas. Em seguida, vieram os dezesseis cabos de corrente enormes, cada um feito de 935 barras de ferro, que suportam o vão de 176 metros (577 pés). Para evitar ferrugem entre a fabricação e o uso, o ferro foi embebido em óleo de linhaça e posteriormente pintado. Cada uma das correntes media 522,3 metros (1 714 pés) e pesava 121 toneladas longas (123 t; 136 toneladas curtas). Seu poder de suspensão foi calculado em 2 016 toneladas longas (2 048 t; 2 258 toneladas curtas).  A ponte foi aberta para muita fanfarra em 30 de janeiro de 1826.

## História posterior

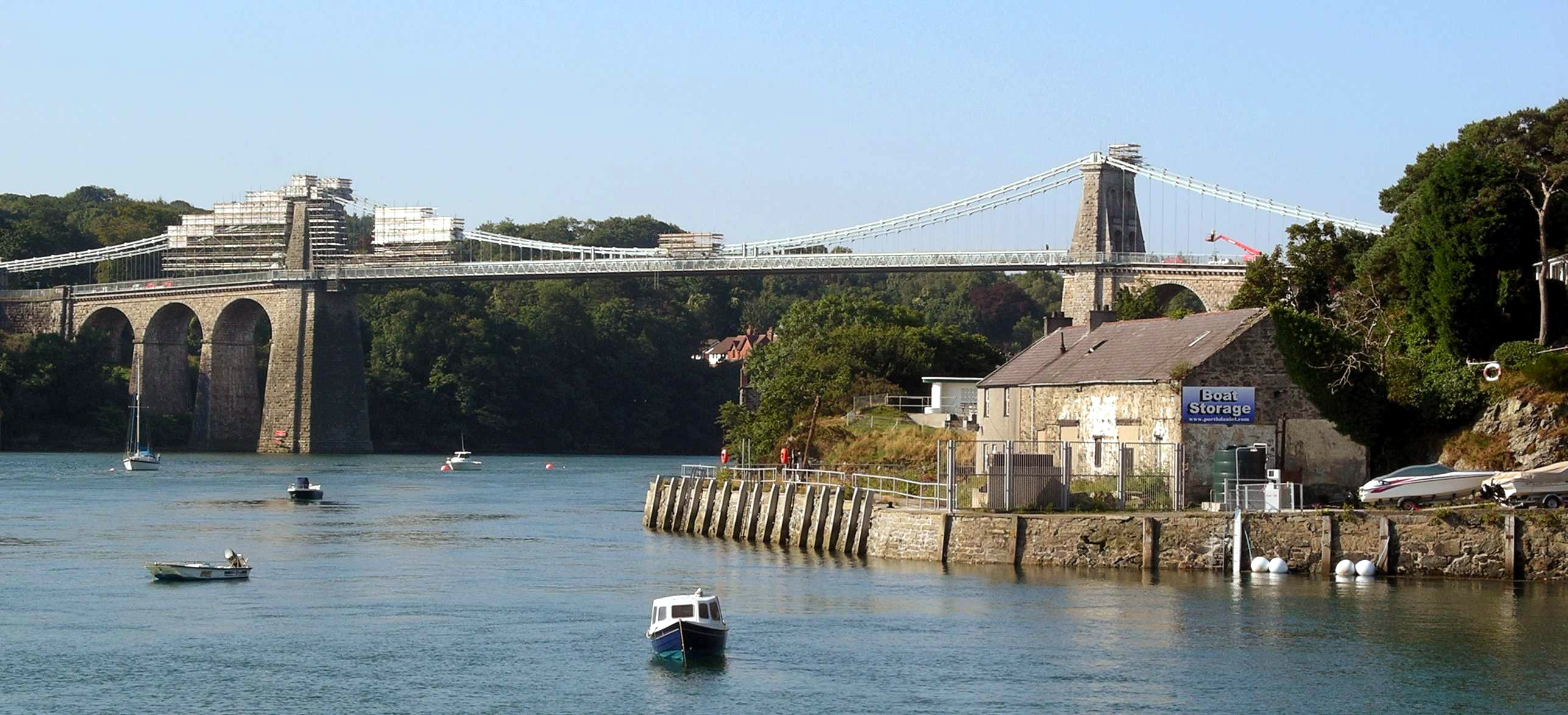
Ponte suspensa de Menai sendo pintada em agosto de 2005

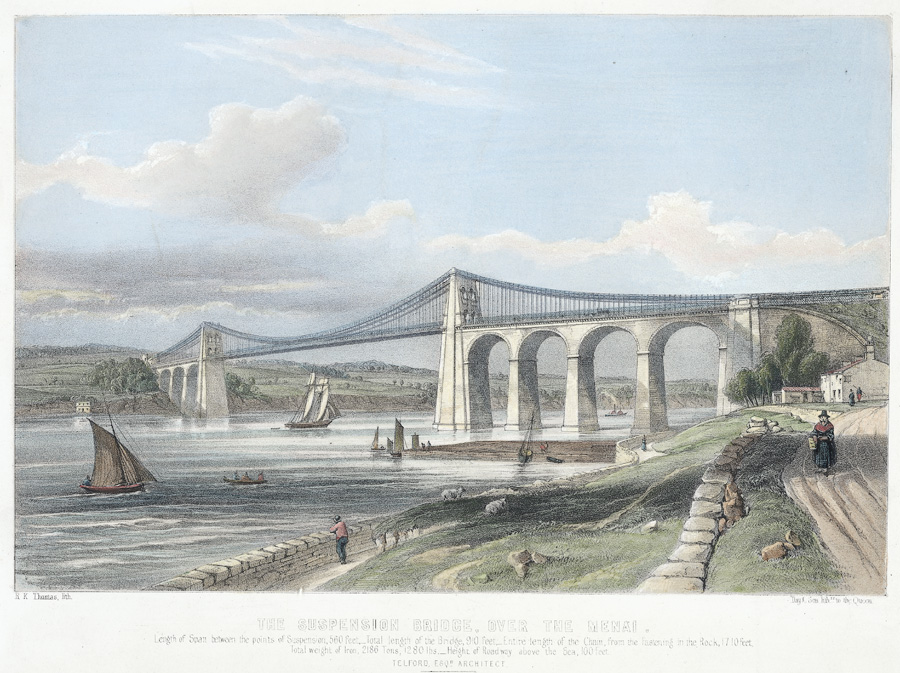
A ponte pênsil, sobre o Menai c.1840

A estrada tinha apenas 7,3 m de largura e, sem treliças rígidas, logo se mostrou altamente instável ao vento. O tabuleiro da Ponte Menai foi reforçado em 1840 por WA Provis e, em 1893, toda a superfície de madeira foi substituída por um tabuleiro de aço desenhado por Sir Benjamin Baker. Ao longo dos anos, a  41⁄2  limite de peso de 1⁄2 toneladas provou ser problemático para a crescente indústria de frete e em 1938 as correntes originais de ferro forjado foram substituídas por correntes de aço sem a necessidade de fechar a ponte. Em 1999, a ponte foi fechada por cerca de um mês para reformar a estrada e fortalecer a estrutura, exigindo que todo o tráfego cruzasse a ponte próxima da Britannia.
Em 28 de fevereiro de 2005, a ponte foi promovida à UNESCO como candidata a Patrimônio Mundial.